# Jakarta Juniors 1984
Das Jakarta Juniors 1984 im Badminton fand vom 12. bis zum 16. Dezember 1984 statt.

## U15

### Medaillengewinner
| Disziplin    | Gold           | Silber          | Bronze        |
| ------------ | -------------- | --------------- | ------------- |
| Herreneinzel | Rusmanto       | Lioe Tiong Guan | Hendra        |
| Herreneinzel | Rusmanto       | Lioe Tiong Guan | Yudi Yudono   |
| Dameneinzel  | Edvina Riyadie | Lilik Sudarwati | Swa Cahyawati |
| Dameneinzel  | Edvina Riyadie | Lilik Sudarwati | Rudi          |

### Finalresultate
| Disziplin    | Sieger         | Finalist        | Ergebnis     |
| ------------ | -------------- | --------------- | ------------ |
| Herreneinzel | Rusmanto       | Lioe Tiong Guan | 18–16, 15–11 |
| Dameneinzel  | Edvina Riyadie | Lilik Sudarwati | 11–7, 11–2   |

## U18

### Medaillengewinner
| Disziplin    | Gold                                       | Silber                                 | Bronze                                           |
| ------------ | ------------------------------------------ | -------------------------------------- | ------------------------------------------------ |
| Herreneinzel | Hermawan Susanto                           | Hargiono                               | Beben Supendi                                    |
| Herreneinzel | Hermawan Susanto                           | Hargiono                               | Dwi Kurniajaya                                   |
| Dameneinzel  | T. Rahayu                                  | Charlotta Wihlborg                     | S. Rejeki                                        |
| Dameneinzel  | T. Rahayu                                  | Charlotta Wihlborg                     | Ladawan Mulasartsatorn                           |
| Herrendoppel | Jan Paulsen Lars Pedersen                  | Joko Uwin                              | Tee Seng Keong Rashid Sidek                      |
| Herrendoppel | Jan Paulsen Lars Pedersen                  | Joko Uwin                              | Peter Axelsson Ardy Wiranata                     |
| Damendoppel  | Lisbet Stuer-Lauridsen Marian Christiansen | Sarwendah Kusumawardhani Dwi Handayani | Ladawan Mulasartsatorn Sasithorn Maneeratanaporn |
| Damendoppel  | Lisbet Stuer-Lauridsen Marian Christiansen | Sarwendah Kusumawardhani Dwi Handayani | Sara Halsall Debbie Hore                         |
| Mixed        | Jan Paulsen Marian Christiansen            | Max Gandrup Lisbet Stuer-Lauridsen     | Dwi Kurniajaya Susi Susanti                      |
| Mixed        | Jan Paulsen Marian Christiansen            | Max Gandrup Lisbet Stuer-Lauridsen     | Steven Adams Sara Halsall                        |

### Finalresultate
| Disziplin    | Sieger                                     | Finalist                               | Ergebnis         |
| ------------ | ------------------------------------------ | -------------------------------------- | ---------------- |
| Herreneinzel | Hermawan Susanto                           | Hargiono                               | 15–3, 15–5       |
| Dameneinzel  | T. Rahayu                                  | Charlotta Wihlborg                     | 11–8, 5–11, 12–9 |
| Herrendoppel | Jan Paulsen Lars Pedersen                  | Joko Uwin                              | 15–10, 15–12     |
| Damendoppel  | Lisbet Stuer-Lauridsen Marian Christiansen | Sarwendah Kusumawardhani Dwi Handayani | 17–15, 15–3      |
| Mixed        | Jan Paulsen Marian Christiansen            | Max Gandrup Lisbet Stuer-Lauridsen     | 15–2, 7–15, 15–5 |